# GI-2134
La carretera  GI-2134  une la glorieta de Arragua, en el límite entre Oyarzun y Rentería, con el barrio de Ventas de Irún por el alto de Gurutze. Conecta los barrios de Arragua (conurbado con Rentería) y Gurutze con el casco urbano de Oyarzun (conocido como Elizalde).
Cabe mencionar que, hasta que en 1846 se construye el desvío de la ruta Madrid-Irún por Lasarte-Oria, San Sebastián, Rentería y Gainchurizqueta, dicha ruta discurría por el tramo Elizalde-Ventas de esta carretera.

## Trazado
| Velocidad | Esquema                 | Carretera que enlaza                              |
| --------- | ----------------------- | ------------------------------------------------- |
|           |                         | GI-636 San Sebastián - Fuenterrabía - Hendaya     |
|           |                         | Polígono Gabiria Aranibar                         |
|           |                         | Ventas                                            |
|           |                         | Gurutze GI-3632 Arkale - Pol. Lanbarren           |
|           | Alto de Gurutze (167 m) |                                                   |
|           |                         | GI-3454 Castillo del Inglés - Peñas de Aya        |
|           |                         | GI-3420 Ergoyen - Lesaca                          |
|           |                         | Oyarzun Elizalde                                  |
|           |                         | Mendin                                            |
|           |                         | AP-8 Irún - Bayona                                |
|           |                         | Arragua                                           |
|           |                         | Rentería Larzábal GI-2132 Astigarraga - Ugaldetxo |